# Eva Sanz Sanz
Eva Sanz Sanz (Barcelona, 4 de juliol de 1973) és una atleta catalana especialitzada en curses de fons. Ha estat guanyadora de diverses curses populars de Catalunya, entre les quals la Cursa d'El Corte Inglés, la Cursa Jean Bouin, la Cursa dels Nassos, la Cursa de la Mercè, les mitges maratons de Barcelona i Granollers, i la Marató de Barcelona de 1999. Fou campiona de Catalunya de camp a través individual i per equips el 1997, de 10 km en ruta el 1998 i el 2003, de mitja marató el 1994, i de marató el 1999. El 2003 establí els rècords catalans de 10 km i de mitja marató. També va disputar la prova de marató en el Campionat del Món del 2001.

## Millors marques personals[6]
| Distància      | Temps    | Lloc de celebració      | Data                   |
| -------------- | -------- | ----------------------- | ---------------------- |
| 5.000 Metres   | 17:03.40 | Barcelona Catalunya     | 25 de juliol de 2007   |
| 10.000 Metres  | 34:10.16 | Barakaldo País Basc     | 8 de juliol de 2003    |
| 10 quilòmetres | 32:24    | Barcelona Catalunya     | 31 de desembre de 2000 |
| 20 quilòmetres | 1:11:29  | Valencia País Valencià  | 26 de maig de 2002     |
| Mitja Marató   | 1:11:51  | Sitges Catalunya        | 12 de gener de 2003    |
| Marató         | 2:30:58  | Rotterdam Països Baixos | 22 d'abril de 2001     |